# 42 (filme)
42 (br: 42 - A História de uma Lenda) é um filme biográfico de drama estadunidense, escrito e dirigido por Brian Helgeland. O filme conta a história de um grande ídolo do beisebol, Jackie Robinson. O filme foi lançado em 12 de abril de 2013, nos Estados Unidos. O filme estrela Chadwick Boseman, Harrison Ford, Lucas Black e Christopher Meloni . No Brasil, o filme foi lançado apenas em DVD e Blu-Ray no dia 16 de julho de 2013.

## Sinopse
O filme conta a história de Jackie Robinson (Chadwick Boseman), sob a orientação da equipe executiva de Branch Rickey (Harrison Ford), a assinatura de Robinson com o Brooklyn Dodgers para se tornar o primeiro jogador afro-americano para quebrar a barreira da cor do beisebol. A história centra-se principalmente na temporada de 1947 do Brooklyn Dodgers e um pouco sobre a temporada de 1946 de Robinson com o Montreal Royals.
Em 1945, Jackie Robinson e sua equipe, o Kansas City Monarchs, para em um posto de gasolina. Quando o atendente recusa a entrada de Robinson para o banheiro, Robinson diz que eles vão encontrar outra estação para encher o ônibus da equipe, e o atendente cede. Como Robinson vem de fora, um olheiro do Dodgers se aproxima dele e o manda para o Brooklyn. É oferecido um bônus de US$ 600 por mês no contrato e US$ 3.500 pela assinatura, que Robinson aceita após ser advertido, ele deve controlar seu temperamento, se ele quer jogar. Robinson propõe a sua namorada, Rachel (Nicole Beharie), por telefone e ela aceita.
Durante o treinamento dos Dodgers de primavera, Robinson deixa a equipe da franquia dos Dodgers, em Montreal. Depois de uma grande temporada lá e o treinamento de primavera no Panamá, ele avança para o Dodgers, a equipe principal. A maioria da equipe em breve assina uma petição afirmando que se recusam a jogar com Robinson, mas o gerente Leo Durocher (Christopher Meloni) insiste que Robinson vai jogar. Durocher é então suspenso (por outros motivos), deixando o Dodgers sem um gerente.
Em um jogo contra o Philadelphia Phillies, o gerente Ben Chapman (Alan Tudyk), dos Philies faz várias provocações dirigidas a Robinson, fazendo-o voltar para o vestiário e esmagar o bastão para desabafar sua raiva. Com o incentivo de Rickey, Robinson, em seguida, retorna para o campo e bate em uma tacada, rouba a segunda e a terceira base, e marca, o vencendo. Quando o comportamento de Chapman para Robinson gera má impressão para a equipe, o proprietário do Phillies 'exige que ele pose com Robinson para jornais e fotos de revistas. Mais tarde, o companheiro de equipe de Robinson, Pee Wee Reese (Lucas Black), chega a compreender a pressão que Robinson está enfrentando, e faz uma demonstração pública de solidariedade, de pé, com o braço em volta dos ombros de Robinson diante de uma multidão hostil em Cincinnati.
Em casa, contra o Pittsburgh Pirates, o arremessador Fritz Ostermueller (Linc Hand), que mais cedo lhe acertou a cabeça com a bolinha, faz um arremesso fácil à pedido de Robinson e o ajuda a conquistar o campeonato da Liga Nacional para o Dodgers, classicando-os para a World Series, onde eles perderiam em sete jogos para o New York Yankees. Um posfácio descreve que Rickey, Robinson, e muitos de seus companheiros de equipe passaram a ter carreiras ilustres, incluindo induções para o Hall da Fama do Beisebol. As notas também descrevem a entrada de outros afro-americanos nas ligas principais, começando com a temporada após a estreia de Robinson.

## Elenco
| Ator/Atriz         | Personagem         |
| ------------------ | ------------------ |
| Chadwick Boseman   | Jackie Robinson    |
| Harrison Ford      | Branch Rickey      |
| Christopher Meloni | Leo Durocher       |
| John C. McGinley   | Red Barber         |
| Lucas Black        | Pee Wee Reese      |
| Alan Tudyk         | Ben Chapman        |
| Andre Holland      | Wendell Smith      |
| Nicole Beharie     | Rachel Robinson    |
| CJ Nitkowski       | Dutch Leonard      |
| Brett Cullen       | Clay Hopper        |
| Ryan Merriman      | Dixie Walker       |
| TR Knight          | Harold Parrott     |
| Hamish Linklater   | Ralph Branca       |
| Brad Beyer         | Kirby Higbe        |
| Jesse Luken        | Eddie Stanky       |
| Max Gail           | Burt Shotton       |
| Peter MacKenzie    | Happy Chandler     |
| Linc Hand          | Fritz Ostermueller |

## Recepção

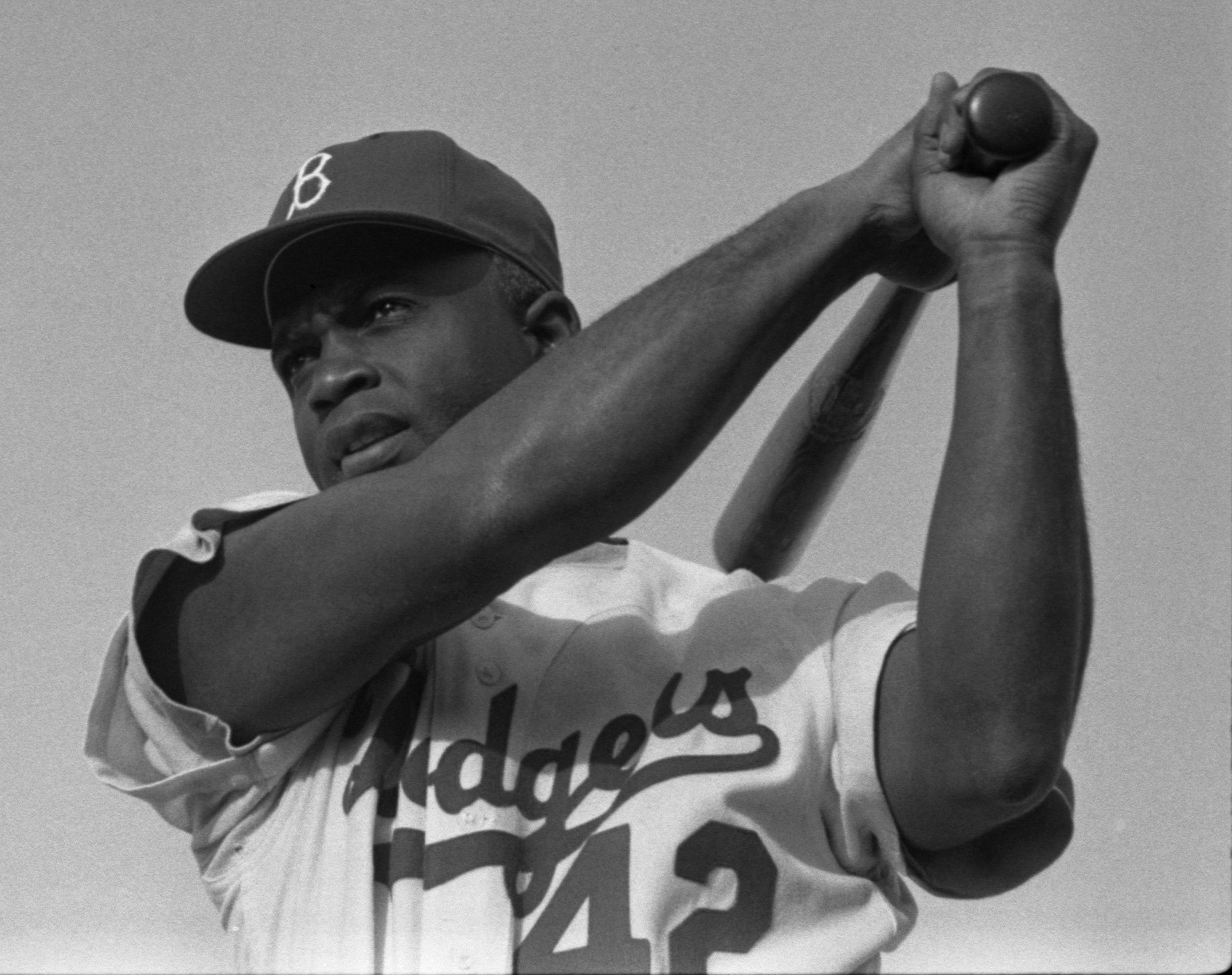
Jackie Robinson em 1954.

42 recebeu críticas positivas dos críticos, uma vez que detém atualmente uma classificação de 77% no Rotten Tomatoes baseado em 141 comentários. O consenso afirma que:" 42 é uma biografia séria, inspirada, e respeitosamente falou de um influente ícone do esporte norte-americano, embora possa ser um pouco inseguro e antiquado para alguns". O crítico Richard Roeper declarou: "Este é um competente, mas principalmente filme corriqueiro sobre um homem extraordinário". Lisa Kennedy, do Denver Post, elogiou o filme, dizendo: "Esta história inspira e diverte com um capítulo vital na história deste país".
A viúva de Jackie Robinson, Rachel Robinson, estava envolvida na produção do filme e elogiou o resultado final, dizendo: "Foi importante para mim, porque eu queria que fosse uma peça autêntica. Eu queria fazer a coisa certa. Eu não queria que eles o mostrassem como um homem negro com raiva ou algum estereótipo, por isso era importante para mim estar lá ... Eu amo o filme. Estou satisfeita com ele. Ele é autêntico e é também muito poderoso".
No AdoroCinema, a crítica dos usuários, rendeu uma média de 3,7 (4 estrelas e meia) para o filme, consideravelmente "boa".
O filme conseguiu a rara nota "A +" na classificação do Cinema Score e ganhou um 63 no Metacritic, indicando recepção "globalmente positiva".
O filme arrecadou estimados 27,3 milhões de dólares na sua semana de estréia, a melhor estreia de um filme de Hollywood, com a temática do beisebol. Arrecadou 95.020.213 de dólares nos Estados Unidos.

## Ligações Externas
- «Site oficial»
- «42» no AdoroCinema
- «42» no IMDb